# Канет ан Русијон
Канет ан Русијон (фр. Canet-en-Roussillon) насеље је и општина у јужној Француској у региону Лангдок-Русијон, у департману Источни Пиринеји која припада префектури Перпињан.
По подацима из 2007. године у општини је живело 12 164 становника, а густина насељености је износила 403 становника/km². Општина се простире на површини од 30,22 km². Налази се на средњој надморској висини од 6 метара (максималној 37 m, а минималној 0 m).

## Демографија
| 1962. | 1968. | 1975. | 1982. | 1990. | 1999.  | 2003.  | 2007.  | 2011.  |
| ----- | ----- | ----- | ----- | ----- | ------ | ------ | ------ | ------ |
| 2.646 | 3.658 | 4.356 | 6.030 | 7.575 | 10.182 | 12.100 | 12.164 | 13.091 |

График промене броја становника у току последњих година